# Ação Comenius
A Ação Comenius é uma ação específica do programa Erasmus+ criada por iniciativa da  Comissão Europeia que visa melhorar a qualidade e reforçar a dimensão europeia da educação, desde a educação infantil até à educação secundária, bem como dos estabelecimentos e organizações que oferecem esses mesmos níveis de ensino, de modo a atingir todos os intervenientes e agentes da actividade educativa.
| Ação específica | Programa Erasmus+ | Programa Erasmus+ | Programa Erasmus+ | Programa Erasmus+ | Programa Erasmus+ | Programa Erasmus+ | Programa Erasmus+ | Programa Erasmus+ |
| --------------- | --- | --- | --- | --- | --- | --- | --- | --- |
| Ação específica | Ação Comenius | Ação Erasmus | Ação Erasmus Mundus | Ação Leonardo da Vinci | Ação Grundtvig | Ação Juventude em Ação | Ação Jean Monet | Ação Desporto |
| Âmbito          | Educação infantil, pré-primária, básica e secundária                                                                                             | Educação superior | Diplomas conjuntos de mestrado Erasmus Mundus | Formação profissional | Educação de adultos | Aprendizagem não-formal e informal dos jovens | Estudos sobre a União Europeia | Desporto escolar e universitário |
| Participante    | Estudante, aprendiz, professor, membro do pessoal, conferencista, jovem, voluntário, estagiário e praticante de desporto escolar e universitário | Estudante, aprendiz, professor, membro do pessoal, conferencista, jovem, voluntário, estagiário e praticante de desporto escolar e universitário | Estudante, aprendiz, professor, membro do pessoal, conferencista, jovem, voluntário, estagiário e praticante de desporto escolar e universitário | Estudante, aprendiz, professor, membro do pessoal, conferencista, jovem, voluntário, estagiário e praticante de desporto escolar e universitário | Estudante, aprendiz, professor, membro do pessoal, conferencista, jovem, voluntário, estagiário e praticante de desporto escolar e universitário | Estudante, aprendiz, professor, membro do pessoal, conferencista, jovem, voluntário, estagiário e praticante de desporto escolar e universitário | Estudante, aprendiz, professor, membro do pessoal, conferencista, jovem, voluntário, estagiário e praticante de desporto escolar e universitário | Estudante, aprendiz, professor, membro do pessoal, conferencista, jovem, voluntário, estagiário e praticante de desporto escolar e universitário |

## Parcerias
Parcerias entre Escolas – Multilaterais
Países envolvidos: Eslováquia, Polónia, Hungria, Suécia, França, Dinamarca, Bulgária e Portugal.

## Objetivos da ação Comenius

### Específicos
- Desenvolver o conhecimento e sensibilizar os jovens e o pessoal educativo para a diversidade e para o valor das culturas e das línguas europeias.

- Ajudar os jovens a adquirir as aptidões e as competências básicas de vida, necessárias ao seu desenvolvimento pessoal, à sua futura vida profissional e a uma cidadania europeia activa.

### Operacionais
- Melhorar em termos qualitativos e aumentar em termos quantitativos a mobilidade de alunos e de pessoal educativo nos diferentes Estados-membros da União Europeia.
- Melhorar em termos qualitativos e aumentar em termos quantitativos as parcerias entre escolas de diferentes Estados-membros da União Europeia, pretendendo-se a participação de, pelo menos, três milhões alunos em actividades educativas conjuntas, durante a vigência do Programa Aprendizagem ao Longo da Vida.
- Incentivar a aprendizagem de línguas estrangeiras modernas;
- Apoiar o desenvolvimento de conteúdos, serviços, pedagogias e práticas inovadoras, com base no uso das tecnologias de informação e comunicação (TIC), no domínio da aprendizagem ao longo da vida;
- Reforçar a qualidade e a dimensão europeia da formação de professores;
- Apoiar a melhoria dos métodos pedagógicos e da gestão das escolas.